# Antoni Reutt (podpułkownik)
Antoni Reutt (ur. 7 marca?/19 marca 1861 w Tadulinie k. Ułły, zm. 1917 w Petersburgu) – podpułkownik.

## Życiorys
Urodził się w majątku Tadulin, w powiecie połockim, w rodzinie Stanisława i Anny z Jankowskich .
13 stycznia 1915 roku został mianowany dowódcą Legionu Puławskiego, a cztery dni później objął nad nim dowództwo. 20 marca tego roku na czele Legionu wyruszył na front. 20 maja 1915 roku został ranny w czasie bitwy pod Pakosławiem.

## Ordery i odznaczenia
- Krzyż Walecznych – pośmiertnie 1922[1]
- Złoty Krzyż Zasługi – pośmiertnie 1926[1]
- Medal Niepodległości – pośmiertnie 20 lipca 1932 roku „za pracę w dziele odzyskania niepodległości”[5]